# 1975 год в компьютерных играх

## Индустрия
- Осенью Magnavox прекращает продажи оригинальной игровой приставки Odyssey; всего было продано около 330 тыс. экземпляров устройства.

## Разработка игр
- Уилл Краудер разрабатывает на PDP-10 первую игру в жанре interactive fiction — Colossal Cave Adventure.

## Технологии
- Atari и Tele-Games (отделение Sears, Roebuck and Company) выпускают в продажу первую домашнюю версию приставки Pong через универмаги Sears под маркой Sears Tele-Games, позже под собственной — Atari Pong. Приставка является аналогом Magnavox Odyssey[1]. На рынке появляется множество Pong-клонов приставок других производителей, называемых именно Pong-клонами, несмотря на то, что аналогичная игровая приставка Magnavox Odyssey вышла на три года раньше. Успех объясняется наличием популярных игровых автоматов Pong , в то время как аркадного игрового автомата с названием Odyssey не было.
- В сентябре MOS Technology выпускает восьмиразрядный микропроцессор 6502 ( аналог процессоров Intel и Motorola, но более чем в семь раз дешевле), который используется в домашних и игровых компьютерах, игровых приставках и аркадных автоматах.
- Компания Cyan Engineering начинает проект Stella (на основе MOS Technology 6502), с более сложными игровыми алгоритмы чем Pong, и с гораздо большим количеством игр. Предложено записывать игры на постоянное запоминающее устройство (ПЗУ) и сделать его сменным, сформировалось понятие игровой приставки со сменными картриджами. В конце года Atari приобретает компанию Cyan Engineering, испытывающую нехваток средств.

- Magnavox выпускает две новые модели приставки Odyssey: Odyssey 100 и Odyssey 200.
- Midway выпускает Gun Fight, первую видеоигру на микропроцессоре и первую аркаду, разработанную в Японии и выпущенную затем в США. Taito создала оригинальную японскую версию игры — Western Gun, использующую TTL, а Dave Nutting Associates успешно портировала её на процессор Intel 8080.